# Râul Pietros
Râul Pietros este un curs de apă, afluent al râului Sacovăț. 